# Citorclinum laboutei
Citorclinum laboutei är en sjöpungsart som beskrevs av Monniot och C.S. Millar 1988. Citorclinum laboutei ingår i släktet Citorclinum och familjen Polycitoridae. Inga underarter finns listade i Catalogue of Life.